# 聂家桥乡
聂家桥乡，是中华人民共和国湖南省常德市汉寿县下辖的一个乡镇级行政单位。

## 行政区划
聂家桥乡下辖以下地区：
聂家桥社区、堤北社区、金鹅村、太子庵村、熊家铺村、皇城港村、雷家坡村、三新村、花园村、白马村、武峰村、顶岗铺村、先锋村、茶铺村、中牛村和三元村。